# Ragožiai
Ragožiai är en ort i Litauen. Den ligger i den centrala delen av landet, 80 km nordväst om huvudstaden Vilnius. Ragožiai ligger 83 meter över havet och antalet invånare är 293.
Terrängen runt Ragožiai är platt. Runt Ragožiai är det ganska tätbefolkat, med 58 invånare per kvadratkilometer. Närmaste större samhälle är Jonava, 3,7 km sydost om Ragožiai. Omgivningarna runt Ragožiai är en mosaik av jordbruksmark och naturlig växtlighet.